# 巴季伊夫
50°16′42″N 24°52′19″E / 50.27833°N 24.87194°E
巴季伊夫（烏克蘭語：Батиїв），是烏克蘭西部的村莊，隸屬利維夫州的舍普季茨基區。該村始建於1257年，面積0.67平方公里，海拔高度218米，2001年人口316，人口密度每平方公里471.64人。